# Adrian Meronk
Adrian Meronk, né le 31 mai 1993 à Hambourg (Allemagne), est un golfeur polonais. Il prend part au circuit de la Tour européen depuis 2016 et y compte quatre victoires, il est désigné meilleur joueur de ce circuit lors de l'année 2023. Auréolé de cette distinction, il décide à partir de 2024 de rejoindre le LIV Golf, ligue dissidente au PGA Tour, et y compte une victoire à Riyad en 2025.

## Palmarès

### Victoires professionnelles
| N° | Date       | Circuit principal | Tournoi           | Score           | Par  | Marge   | Finaliste                  |
| -- | ---------- | ----------------- | ----------------- | --------------- | ---- | ------- | -------------------------- |
| 1  | 15/09/2019 | Challenge Tour    | Open du Portugal  | 67-72-68-66=273 | - 15 | 2 coups | Sebastián García Rodríguez |
| 2  | 03/07/2022 | DP World Tour     | Open d'Irlande    | 67-67-68-66=268 | - 20 | 3 coups | Ryan Fox                   |
| 3  | 03/07/2022 | DP World Tour     | Open d'Australie  | 73-66-63-66=268 | - 14 | 5 coups | Adam Scott                 |
| 4  | 07/05/2023 | DP World Tour     | Open d'Italie     | 68-68-66-69=271 | - 13 | 1 coup  | Romain Langasque           |
| 5  | 22/10/2023 | DP World Tour     | Andalucía Masters | 72-68-66-66=272 | - 16 | 1 coup  | Matti Schmid               |
| 6  | 08/02/2025 | LIV Golf          | LIV Golf Riyad    | 62-66-71=199    | - 17 | 2 coups | Sebastián Muñoz Jon Rahm   |